# G.R.L.
G.R.L. sono un gruppo musicale formatosi negli Stati Uniti da Robin Antin, fondatrice di vari gruppi di successo come le Pussycat Dolls e le Girlicious.
Le G.R.L. sono note principalmente per il singolo Ugly Heart e la collaborazione col rapper Pitbull in Wild Wild Love, entrambi singoli del 2014 che hanno raggiunto alti piazzamenti in classifica nel mondo.
Progettato inizialmente nel 2010 come nuova formazione delle Pussycat Dolls, il gruppo assume la sua identità e autonomia nel 2013. A causa della prematura scomparsa di un suo componente,  Simone Battle, tra il 2014 e il 2015, il gruppo si è sciolto per alcuni periodi e ha subito dei mutamenti nella sua formazione. 
Nel giugno 2016 il gruppo riprende l'attività come trio composto da Lauren Bennet, Natasha Slayton e Jazzy Mejia, nuovo membro del gruppo. Nel settembre 2020 la formazione cambia nuovamente: Mejia lascia il gruppo, mentre Emmalyn Estrada ritorna nella formazione insieme a Paula Van Oppen, la quale resterà solo per pochi mesi. 
Nel dicembre 2020 il gruppo ritorna ad essere un trio, composto da Emmalyn Estrada, Lauren Bennet e Natasha Slaytoned; successivamente annunciano la decisione di essersi prese una pausa a tempo indeterminato.

## Storia

### 2010-2012: Formazione ed esordio
Nel marzo 2010, Robin Antin cominciò a tenere audizioni per trovare nuove ragazze che sostituissero i membri delle Pussycat Dolls, che vedesse ancora come leader della band Nicole Scherzinger. Il 24 maggio dello stesso anno viene presentata la nuova formazione delle Pussycat Dolls, composta da Nicole e da quattro nuove ragazze: Vanessa Curry, Rino Nakasone (ex concorrente del talent show America's Best Dance Crew durante la terza stagione, con la crew tutta al femminile "Beat Freaks") , Kherington Payne (ex concorrente del talent show So You Think You Can Dance) e Jamie Ruiz (ex concorrente del reality show Pussycat Dolls Present: Girlicious). Il cambio di formazione viene notato poco dai critici, dai fan e dal pubblico, tant'è che questa nuova formazione non pubblicherà né singoli né album.
Il 5 dicembre 2010, Nicole Scherzinger lascia ufficialmente il gruppo per dedicarsi pienamente alla sua carriera da solista e in un'intervista dichiara: "È stata una cosa fuori dal mio controllo, ma ho dovuto farlo. Non volevo stare in un gruppo composto da altre ragazze, e visto che con questa formazione non mi trovavo tanto bene, ho deciso di lasciare il gruppo. Ora devo andare avanti, e ho deciso di dedicarmi a pieno titolo alla mia carriera solista. Lo so, è stata una scelta difficile, ma con le altre ragazze mi trovavo a casa. Eravamo una famiglia".
Il 2 gennaio 2011 Robin Antin rende noto l'abbandono del gruppo anche da parte di Curry, Nakasone, Payne e Ruiz, dicendo: "Le altre ragazze hanno deciso di lasciare il gruppo perché non riuscivano più a continuare, non trovavano scelte su cui tutte fossero d'accordo."
Nella primavera del 2011 Robin Antin dichiara di aver trovato delle nuove cantanti per formare le nuove Pussycat Dolls. Nel novembre 2011 la cantante Lauren Bennett (ex componente della girlband Paradiso Girls, fondata sempre dalla Antin) dichiara in un'intervista di essere la prima cantante confermata per la nuova band. In seguito, Antin rende noti i nomi delle cinque componenti del nuovo gruppo: la già annunciata Lauren Bennett, Vanessa Curry (confermata dalla formazione precedente), Chrystina Sayers (ex componente della girlband Girlicious, fondata sempre dalla Antin), Paula Van Oppen (ex concorrente del talent show So You Think You Can Dance) ed Erica Kiehl Jenkins.
Nel 2012, ancor prima di pubblicare materiale discografico, la formazione presentata nel 2011 subisce delle variazioni, infatti Curry, Sayers e Jenkins vengono sostituite da Natalie Mejia (ex componente della girlband Girlicious), Amanda Branche e Natasha Slayton che insieme alle confermate Lauren Bennett e Paula Van Oppen vanno a costituire la nuova line up del gruppo'. Successivamente la Branche viene sostituita da Simone Battle (ex concorrente della prima edizione di The X Factor USA) e la Mejia da Emmalyn Estrada.
Nel febbraio 2013, Robin Antin dichiara di aver accantonato il progetto delle nuove Pussycat Dolls e che le nuove ragazze (Bennett, Van Oppen, Slayton, Battle ed Estrada) hanno dato vita ad un nuovo gruppo dal nome G.R.L..

### 2013 - 2014: Il successo,G.R.L.e la morte di Simone Battle
Il gruppo viene presentato ufficialmente nell'aprile 2013 presso il Chateau Marmont Hotel a Los Angeles. La band, il 18 giugno 2013, pubblica il loro singolo di debutto intitolato Vacation, il quale viene incluso nella colonna sonora del film d'animazione I Puffi 2. Il 16 giugno 2013 la canzone viene temporaneamente pubblicata come "lato b" della canzone Ooh La La della cantante Britney Spears, diventata la colonna sonora del film d'animazione I Puffi 2.
Il 20 settembre 2013 il gruppo tiene la sua prima esibizione live presso il Westfield Mall Claire's a Snokie, eseguendo 3 brani del futuro album di debutto: Vacation, Girls Are Always Right e Show Me What You Got. Durante un'intervista hanno confermato che per il loro album hanno lavorato con Cirkut, Darkchild, Max Martin, Dr. Luke e Lukas Hilbert, inoltre hanno dichiarato che l'album verrà pubblicato nel 2014.
Il 28 gennaio 2014 il gruppo ha annunciato tramite loro pagina Facebook ufficiale che la canzone Show Me What You Got è stata inserita all'interno del 49° volume della serie di album Now That's What I Call Music!, distribuito il 4 febbraio negli Stati Uniti.
Il 25 febbraio 2014 il rapper Pitbull pubblica il singolo Wild Wild Love, che vede la collaborazione con le G.R.L.. Alcuni giorni, il gruppo si è esibito come band di apertura per Pitbull e Zedd all'ITunes Festival a SXSW eseguendo alcune loro canzoni come Girls Are Always Right, Vacation, Ugly Heart e cantando insieme a Pitbull la canzone Wild Wild Love. Inoltre il 1 luglio 2014 viene pubblicata la canzone Ugly Heart, primo singolo del futuro album del gruppo. Sempre nel luglio 2014 il gruppo pubblica il suo primo EP, dal titolo G.R.L..
Il 5 settembre 2014 Simone Battle è stata trovata morta nella sua casa a West Hollywood. L'autopsia ha confermato che la cantante si sarebbe suicidata. Il gruppo diviene così un quartetto.

### 2014 - 2015: La pausa,Lighthousee lo scioglimento
A seguito della morte di Simone Battle il gruppo prende una pausa di alcuni mesi. Dopo tale pausa, il gruppo ritorna come quartetto pubblicando alcuni preview nel mese di dicembre, Lighthouse viene confermato come nuovo singolo del gruppo, il primo dopo la morte di Simone Battle. Il singolo viene pubblicato il 15 gennaio 2015, e nello stesso giorno viene pubblicato anche il video musicale del singolo.
Il 10 marzo 2015, durante un'esibizione alle Hawaii, la band ha rivelato che apriranno le date australiane del That Bass Tour di Meghan Trainor.
Il gruppo decide di sciogliersi nel maggio 2015, comunicandolo ufficialmente il 2 giugno 2015.

### 2016 - 2020: La nuova formazione, nuovi progetti e l'abbandono di Mejia
Nel giugno 2016, Matt Wynter, nuovo produttore del gruppo, dichiara che il gruppo ha ripreso l'attività avendo come membri Lauren Bennet, Natasha Slayton e Jazzy Mejia, nuovo membro del gruppo. Emmalyn Estrada e Paula Van Oppen, invece, non prendono parte a questo nuovo progetto delle G.R.L..
Nel mese di settembre 2016, le nuove G.R.L. si esibiscono per la prima volta al Nickelodeon Slimefest festival in Australia esibendosi sulle note dei loro successi (Ugly Heart, Show Me What You Got, Vacation) riarrangiati per la nuova formazione a tre voci.
Il 28 agosto 2016 il trio pubblica il loro primo singolo come trio dal titolo Kiss Myself.
Durante un'intervista con The New Music Buzz, il gruppo conferma l'uscita del primo singolo tratto dal nuovo album. Il brano si chiama Are We Good e viene pubblicato il 9 dicembre 2016, mentre il 9 gennaio 2017 viene pubblicato il video musicale.
Nel novembre 2020 Jazzy Mejia decide di lasciare il gruppo.

### 2020 - presente: il ritorno di Estrada e la pausa
A fine settembre del 2020 Estrada, Bennett, Van Oppen e Slayton iniziano a pubblicare video sui social network in cui appaiono insieme, scatenando l'entusiasmo dei fan e lasciando pensare ad un possibile ritorno della formazione originale. In seguito, è stato poi confermato dalle stesse ragazze e da Robin Antin, fondatrice e storica coreografa del gruppo, il ritorno delle G.R.L. con un nuovo progetto, previsto per il 2021. Nelle settimane seguenti Paula Van Oppen inizia a smettere di apparire nei video pubblicati sui vari social network facendo intendere di aver deciso di non prendere parte al ritorno del gruppo. Il 10 dicembre 2020 è stato annunciato che Paula Van Oppen non avrebbe fatto parte del nuovo progetto.
Ad inizio 2021 continua la pubblicazione sui social network di video di Estrada, Bennet e Slayton nei quali viene annunciato il ritorno del gruppo e la pubblicazione di nuove canzoni. Successivamente però annunciano la decisione di essersi prese una pausa a tempo indeterminato.

## Componenti del gruppo
- Lauren Bennett (2013 - 2015; 2016 - 2021)
- Natasha Slayton (2013 - 2015; 2016 - 2021)
- Emmalyn Estrada (2013 - 2015; 2020 - 2021)

### Ex componenti
- Simone Battle (2013-2014)
- Paula Van Oppen (2013-2015; 2020)
- Jazzy Mejia (2016 - 2020)

## Discografia

### EP
- 2014 – G.R.L.

## Tournée
Come band di apertura
- 2015 – That Bass Tour